# Гирка

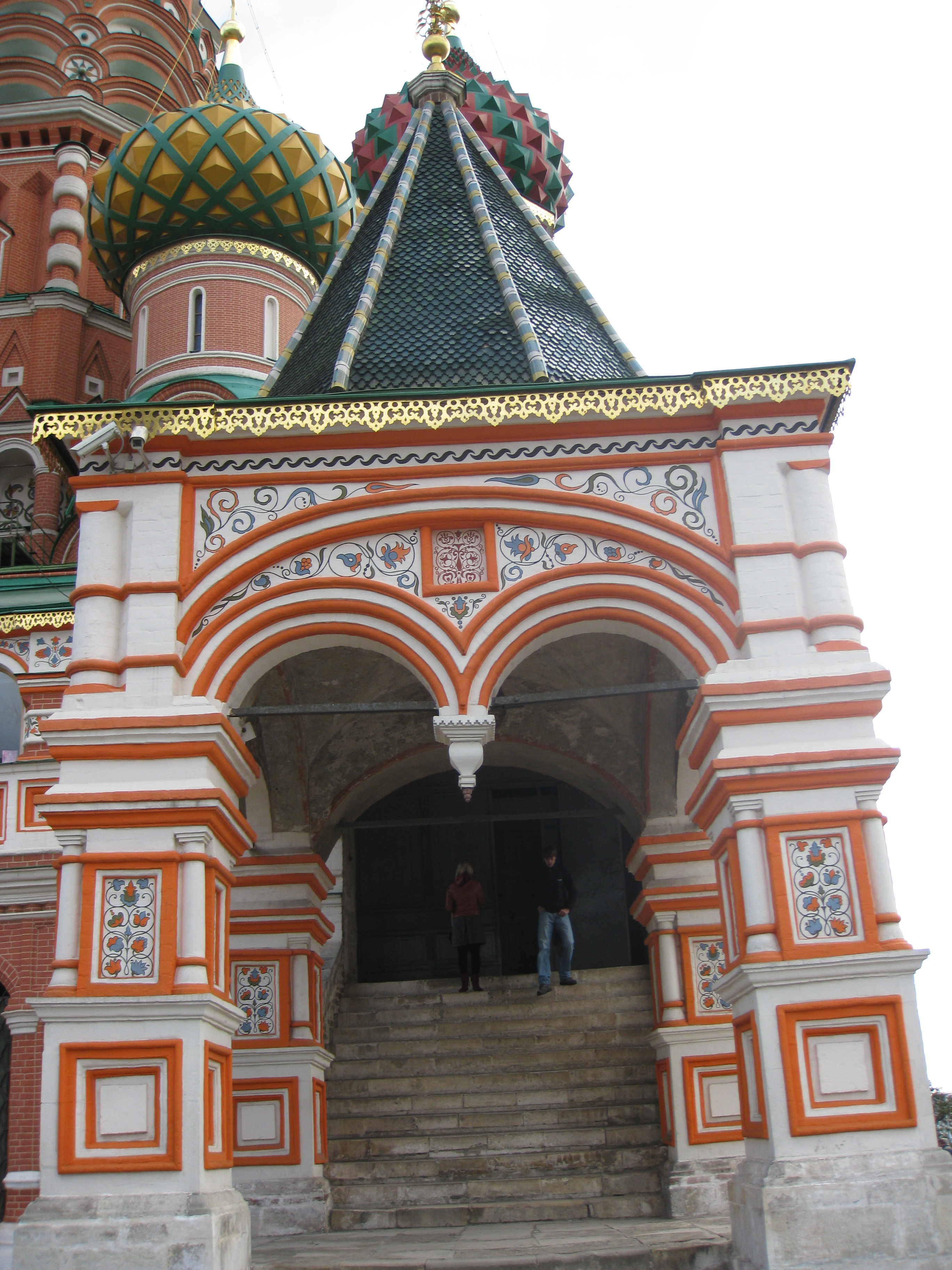
Гирка над входом до собору Василія Блаженного

Ги́рка (рос. гирька) — фігурна архітектурна деталь, переважно у вигляді перевернутої пірамідки з цегли або каменю. Гирка кріпиться до прихованого в кладці стрижня і візуально слугує опорою для двох малих декоративних арочок, зазвичай розташованих під загальною великою аркою. Гирка широко використовувалася у московській архітектурі XVI—XVII століть у декорі воріт, ґанків, віконних пройм.